# Navy Island (Niagara River)
Navy Island, französisch Île-Navy, ist eine unbewohnte Flussinsel im Niagara River in der kanadischen Provinz Ontario. Seit 1921 hat sie den Status einer National Historic Site of Canada, sie wird von Parks Canada verwaltet. Der Name bezieht sich auf eine frühere Nutzung für Belange der Marine, englisch navy.

## Geographie
Navy Island liegt etwa in der Hälfte des Flusslaufes des Niagara Rivers zwischen seinem Ursprung im Eriesee und seiner Mündung in den Ontariosee, gut drei Kilometer oberhalb der Niagarafälle. Auf Höhe der Insel liegt westlich des Flusses das kanadische Festland, östlich die Grand Island. Diese gehört zu den Vereinigten Staaten, somit verläuft unmittelbar östlich von Navy Island die Staatsgrenze. Die Insel gehört zum Stadtgebiet von Niagara Falls, ihre Fläche beträgt 316 Acres, umgerechnet knapp 128 Hektar.

## Geschichte
Archäologisch belegt ist für die präkolumbischen Zeiten die Anwesenheit von Mitgliedern der Lamoka- im späten Archaikum vor etwa 3000 und der, zur frühen Woodland-Periode zählenden Meadowood-Kultur vor rund 2000 Jahren.
Nach Einsetzen der europäischen Kolonisierung Amerikas waren es zunächst Franzosen, die die Insel zum Bau zum Booten für den Einsatz auf den Großen Seen sowie als Marinedepot nutzten. Im Verlaufe des Siebenjährigen Krieges fiel das Gebiet mitsamt der Insel nach der Kapitulation der französischen Besatzung von Fort Niagara am 15. Juli 1759 faktisch an das britische Königreich, endgültig abgetreten wurde es mit Abschluss des Pariser Friedens 1763. Als Teil des britischen Kolonialreiches zählte Navy Island nacheinander zu den Provinzen Quebec, Oberkanada, Kanada und Ontario.
Die Briten setzten die Tradition des Schiffbaus auf der Insel zunächst fort und errichteten 1761 eine Werft. Im Zuge des Pontiac-Aufstands entstanden hier binnen kurzer Zeit fünf Schiffe, um das zwischen Anfang Mai und Mitte Juli 1763 von Indianern belagerte Fort Detroit mit Truppen und Hilfsgütern zu versorgen. Bereits Mitte der 1760er-Jahre wurde die Werft in das günstiger gelegene Detroit verlegt. Während des Krieges von 1812 erbauten die britischen Verteidiger ein durch Palisaden gesichertes Blockhaus.
Eine bedeutende Rolle spielte Navy Island in der Endphase der Rebellionen von 1837. Nachdem William Lyon Mackenzies Aufstandsversuch mit dem Scharmützel bei Montgomery’s Tavern am 7. Dezember 1837 gescheitert war, zog er sich mit einigen seiner Anhänger zunächst auf das Gebiet des US-Bundesstaates New York zurück. Am 13. Dezember besetzten die Aufständischen die Insel und installierten dort die provisorische Regierung der von ihnen ausgerufenen Republik Kanada. Ziel war es, Mitstreiter, Waffen und Munition zu sammeln und anschließend auf das kanadische Festland überzusetzen, um die Rebellion dort erfolgreich fortzuführen. In der Nacht vom 29. auf den 30. Dezember wurde das die Insel versorgende Schiff Caroline, gegenüber am US-amerikanischen Flussufer vor Fort Schlosser liegend, von britischen Truppen aufgebracht und in Brand gesteckt, wonach es unterging. Dieser diplomatische Zwischenfall führte als Caroline/McLeod-Affäre zu einer Krise zwischen beiden Staaten. Nachdem sich abzeichnete, dass die Rebellen ihr Ziel nicht würden erreichen können, räumten sie Navy Island bis zum 15. Januar 1838. Die kurzlebige Republik fand damit ihr Ende.
Mitte der 1850er-Jahre wurde Navy Island großenteils gerodet und konnte dadurch landwirtschaftlich genutzt werden, 1865 lebten vier Familien auf der Insel. Für touristische Zwecke wurde ein Teil von Navy Island 1876 an private Investoren verpachtet, die von ihnen errichteten Freizeitanlagen waren bis ins angehende 20. Jahrhundert in Betrieb. Das von ihnen erbaute und als Sommerfrische betriebene Queen’s Hotel brannte 1910 nieder und wurde nicht wieder errichtet.
1945 war Navy Island kurzzeitig als Standort für das neu zu errichtende Hauptquartier der Vereinten Nationen im Gespräch, letztlich fiel die Entscheidung aber auf New York City. In den Folgejahren konnte die, mittlerweile wieder weitgehend bewaldete Insel im Sommer noch zum Campen genutzt werden, seit einigen Jahren ist der Zutritt für die Öffentlichkeit gesperrt.